# Alejandro Ríos Valdivia
Tomás Alejandro Ríos Valdivia (Valparaíso, 29 de septiembre de 1901-Santiago, 30 de julio de 2000) fue un pedagogo, profesor y político chileno, ministro de Estado de los Presidentes Gabriel González Videla y Salvador Allende, además de diputado por Santiago entre 1945 y 1953.

## Datos biográficos
Sus padres fueron Moisés Ríos González y Rita Valdivia Muñoz.
Estudió en el Seminario de Santiago y luego en el Liceo de Aplicación, también en la capital chilena. Luego ingresó a cursar pedagogía en el Instituto Pedagógico de la Universidad de Chile. Se tituló de profesor de historia y geografía en el año 1923.
Trabajó como profesor en diversos colegios y también en la Escuela Militar y en el Instituto Superior de Carabineros.
Militó en el Partido Radical.
Como tal, durante el gobierno de González Videla asumió como ministro de Educación Pública. Durante su periodo en la cartera se formó la Universidad Técnica del Estado, hoy de Santiago.
En 1964, formó el Movimiento de Recuperación Doctrinaria del Partido Radical para apoyar la candidatura presidencial de Salvador Allende en las elecciones presidenciales de aquél año.
Con Allende en el poder, en tanto, ocupó la cartera de Defensa Nacional.
Fue elegido diputado por la 7ª Agrupación Departamental de Santiago, primer distrito, en los períodos 1945-1949 y 1949-1953.
Masón, se casó con Azucena Lemoine de la Cruz, con quien tuvo dos hijas.